# オーソリティー (プロレス)
オーソリティー（The Authority）は、2013年からアメリカ合衆国のプロレス団体WWEに存在しているプロレスラーのユニット名である。
同団体のCOOであるトリプルHが立ち上げ、ヒールユニットとして、WWEのスーパースター達と抗争を繰り広げている。かつて、存在したヒールユニット・コーポレーションと共通している点がある。元々オーソリティーの意味は権力だが、ここでの意味は体制派となっている。

## 概要

### 結成
トリプルHが2013年8月18日のサマースラムのラストにてダニエル・ブライアンにペティグリーを見舞い、ランディ・オートンにWWE王座を獲得させた事が組織結成のきっかけとなる。サマースラム翌日のRAWにてトリプルHは「ブライアンのような格付けB+程度の奴がWWE王者になることは会社にとって良いことではない」と宣言しブライアンとの抗争を開始した。トリプルHの周囲にはオートンの他ステファニー・マクマホン夫人、ビンス・マクマホン会長、リングサイドにはシールドの3人の姿があった。
初期の対ブライアンにおいては、PPVWWEナイト・オブ・チャンピオンズ試合の結果をトリプルHがCOO権限でブライアンとレフェリーの共謀による高速カウントとして王座移動を取り消し（WWE王座を剥奪→空位）にしたり、ビッグ・ショーに、契約を盾に自分たちに従うよう強制しブライアンなど自分達に刃向かう者を攻撃させ、PPVWWEバトルグラウンドで行われたオートン対ブライアンのWWEヘビー級王座決定戦もブライアンを襲うよう命令したがビッグ・ショーはオートンも攻撃し反逆。PPVWWEヘル・イン・ア・セルでのセル戦では、介入の結果ショーン・マイケルズのスウィート・チン・ミュージックをブライアンに見舞わせる呼び水になるなど、あらゆる手段を使いブライアンをWWE王者にすることを妨害し続けた。
2013年10月28日のRAWにて、ケインが覆面を脱ぎ捨てステファニーに覆面を手渡し会場を後にした。翌11月4日のRAWにて素顔で登場すると、トリプルHよりの組織の運営部長職に任命された。
PPVヘル・イン・ア・セル後、ブライアンとの抗争を一時休止。ジョン・シナがWWE王座に挑戦を表明、トリプルHはシナが保持していた世界ヘビー級王座とオートンの保持していたWWE王座の統一を決める。そしてPPVTLCにて組織の支持するオートンが勝利しWWE世界ヘビー級王者となった。
ロイヤルランブル明けからブライアンとの抗争も再開。PPVWWEエリミネーション・チェンバーではシナを襲ったワイアット・ファミリーを止めに入ったケインがシナの脱落が決まると一転しブライアンを暴行しオートンの王座防衛をアシストした。その後ブライアンはレッスルマニアでのトリプルHとの対戦を迫るがトリプルHは「B+級の奴と闘う意味などない」と対戦を拒否し続けた。しかしブライアンへのYes!チャントによる観客の後押しを制御できなくなり、レッスルマニア30でのトリプルH対ブライアン戦（メインイベント進出者決定戦）と、オートン対バティスタ対前述の試合の勝者によるWWE世界ヘビー級王座戦トリプルスレットマッチを決定させた。また、2月のPPVエリミネーションチェンバー後、シールドが離反。ニュー・エイジ・アウトローズが組織入りした。
4月6日、レッスルマニア30では、ケイン+アウトローズがシールドに、トリプルH、オートンがブライアンに敗退し（王座戦試合中にオートンと連携攻撃を行うなど事実上組織と共闘状態となったバティスタがタップした）組織として全敗。

### WM30以降
4月7日のRAWにて、バティスタも正式に組織入りし組織総出でブライアンを痛めつけトリプルHが権力を行使しWWE王座戦を開始しベルトを奪い取ろうとしたが組織を離反したシールドが救出に現れ阻止され組織と完全に敵対することとなった。翌14日のRAWにてシールド離反問題の引責という理由で運営部長ケインの更迭を決めた後にシールドを叩きつぶすため、トリプルH、オートン、バティスタの3人でエボリューションの復活を決め組織の再編を行った。
ブライアンとの抗争は、ステファニーが請け負い、赤い仮面を身に付け怪奇派に戻ったケインにブライアンを襲撃させ危険な場所でのツームストン・パイルドライバーで首を破壊させた、その上でPPVWWEエクストリーム・ルールズで対決させるが敗退。続くペイバックではブライアンの妻ブリー・ベラを巻き込んだ抗争を繰り広げ、ステファニーはブライアンにWWE王座を返上しなければブリーを解雇すると告げ、ブライアンは王座返上を決意しかけたが、ブリーが現れ自ら退団を申し入れステファニーにビンタを見舞い夫の王座を守りステファニーに赤っ恥をかかせた。しかしWWEペイバック以降もブライアンの復帰の目処が立たないことからトリプルHとステファニーはブライアンからの王座剥奪を決め、PPVマネー・イン・ザ・バンクにてWWE世界ヘビー級王座争奪ラダー戦を開催することを決定した。
シールド対エボリューションの抗争はその後、通常のRAWとスマックダウンではトリプルHの権力を利用したヒール勢を掌握した人海戦術でエボリューションが有利な状況を作るもPPVエクストリームルールズ、ペイバックでの3対3の決戦では連敗が続いた。ペイバック翌日のRAWにて、組織入りの交換条件で約束したWWE王座挑戦を了承しないのならばここにいる意味がない、シールドとは関わりたくないと主張してバティスタが離脱。しかし同日のシールドとの試合前に、トリプルHが「新プランを実行する」と宣言すると、セス・ロリンズが仲間を裏切り組織に寝返りエボリューションの活動停止の代償と共にシールドを分裂させる事に成功した。
ロリンズを新メンバーに加えその後PPVWWEマネー・イン・ザ・バンクにて、マネー戦ではケインの乱入による助けでロリンズがMr.マネーになるが、メインの王座争奪ラダー戦では序盤オートンは同じ組織のケインのアシストを受けつつも後半突如としてケインはラダーに登るオートンを落とすなど不可解な行動を取った結果（ケインも王座取りへの欲を出したと思われる）王座を手にすることはできなかった。
バトルグラウンドでは、王座を奪取したシナに、レインズ、オートン、ケインを挑戦者にしたフェイタル4weyマッチを組みケインにオートンをアシストさせ組織に王座を取り返そうとしたが、またしてもオートンとケインが仲間割れを起こし（今回はケインが明確に王座取りへの欲を全面に押し出した）王座を手にすることができなかった。
サマースラムでは組織に楯突く者からベルトを奪う為のプランCとしてポール・ヘイマンと手を組む事を選択し、ブロック・レスナーをシナの挑戦者にすると決めた。
ステファニーは、ブライアンの妻ブリー・ベラとの抗争を開始。7月21日のRAWにて、客席にブリーの姿を見つけたステファニーはブリーの双子のニッキー・ベラをヒール側のディーバ4人にいたぶらせてブリーを挑発しマイクでさらにブリーを煽り口論に発展の末ブリーにビンタを見舞った。しかしブリーがステファニーに暴行を受けたとして警察を呼びステファニーは逮捕されてしまった。そしてリング上で決着を付けるためサマースラムにてステファニー対ブリーの試合が決定した。
8月初旬のRAWにてケインが再びマスクを脱ぎさり、8月11日のRAWよりコーポレート・ケインに戻り活動を始める。
サマースラム当日、ステファニーとブリ―の試合で、ブリーの双子ニッキ―・ベラが現れブリ―の手助けをするかと思いきや、裏切る。一方、レスナーとシナの王座戦では、レスナーが制し、王座を奪取した。（ベラ姉妹の仲違いは後にニッキーが、ブリーに対してジェラシーを焼いた事により取った突発的な行動と説明し組織との関係は否定した。）
9月のPPVナイト・オブ・チャンピオンズではシナ対レスナーのWWE王座戦にセス・ロリンズが乱入（シナが反則勝ちになるが反則決着での王座移動はなし）ロリンズはさらに疲弊したレスナーを襲いマネー権を行使しWWE王座を奪い取ろうとしたがシナにより阻止された。これによりレスナーとヘイマンは一旦組織との共闘を解消した。
10月のPPVヘル・イン・ア・セルに向けロリンズがシナとディーン・アンブローズを手玉に取り2人を争わせ、争いを勝ち抜いたアンブローズとセル戦を闘う。ロリンズ専属のアシスタントとなったジェイミー・ノーブルとジョーイ・マーキュリーを介入させるなど人海戦術を使った。最終的にリング下から現れたブレイ・ワイアットがアンブローズを襲った所を利用しロリンズがタナボタ勝利を上げた。対ロリンズ戦の争いに敗れたシナとオートンによる次期WWE王座挑戦権争奪戦はシナが勝利した。

### 権力夫妻の失脚と復権
11月3日のRAWにて、ビンス会長が現れ、次のPPVサバイバーシリーズのチーム・シナ対チーム・オーソリティーの負けた方のチームに背負わせるリスクを発表、チーム・オーソリティーが敗北した場合は、トリプルHとステファニーが権力を失うという条件が賭けられることとなった。またオートンはHIACでのシナ戦の敗戦は、前哨戦の終わりにロリンズが自分に不可解な攻撃したダメージが残っていたからと主張してロリンズと衝突したあげく、ロリンズ対ドルフ・ジグラーのインターコンチネンタル戦に乱入、ロリンズを襲った末、組織総出の制裁行為を受け追放された。そして迎えたサバイバーシリーズでは、ビッグ・ショーの裏切りやトリプルHの介入などの乱戦の末、勝利を手にしかけるも突如スティングが現れチーム・シナに荷担。オーソリティーが敗れトリプルHとステファニーは権力を失うこととなった。
その後、トリプルHとステファニーの権力夫妻は表舞台から姿を消したが、ロリンズを中心にシナ達と抗争を継続。12月15日のRAWにて紆余曲折の末シナ対ロリンズのケージマッチが組まれ、その試合にブロック・レスナーとポール・ヘイマンが乱入、レスナーがシナをねじ伏せ圧倒的な力を見せつけた上でヘイマンがロリンズに共闘を持ちかけ、ロリンズはそれに応じて再びヘイマン達と共闘することとなった。さらに12月29日のRAWにて、ロリンズ達がゲストGMのクリスチャンとエッジを襲い、エッジ人質にした上でシナにトリプルHとステファニーの復職を要求、シナはこれに渋々応じてトリプルHとステファニーは権力を取り戻すこととなった。
2015年1月5日のRAWで権力夫妻はサバイバーシリーズのチームシナのメンバー（ドルフ・ジグラー、ライバック、エリック・ローワンに一方的に解雇を突きつける。シナは3人の復職を求め敵対、1月19日のRAWにてシナが負けた場合はロイヤルランブルでのWWE王座挑戦権を剥奪、組織が負けた場合はジグラー達の復職を認めるハンデ戦が組まれる（3人の復職を賭けたハンデ戦自体は2週連続）シナをロリンズ、ビッグ・ショー、ケインらの試合出場メンバーの他JJセキュリティーらも乱入しシナを完全に封じ込めたかに見えたが、会場に突如スティングが現れ組織のメンバーがスティングに気を取られているスキを付かれロリンズがシナに丸め込みでフォールを奪われ敗北となりジグラーらの復職が決まった。また、共闘関係にあるレスナーと特にセス・ロリンズの関係は権力夫妻の復権以降ギクシャクした物となり1月5日のRAWでロイヤルランブルのWWE王座戦にロリンズを加えたトリプルスレッド戦に変更。1月12日のRAWでの公開調印式ではロリンズはシナとレスナーに先制攻撃をすることで2人に引導を渡した。迎えた1月25日のロイヤルランブルでのWWE王座戦は中盤からロリンズとレスナーの一騎討ち状態となりJJセキュリティーの介入などでレスナーを追い詰めたがロリンズは敗北した。ロイヤルランブルのランブル戦ではケインとビッグ・ショーの2人で優勝争い残り4人まで勝ち残ったが、ショーが優勝を狙いケインを脱落させようとした所でロマン・レインズにより2人まとめてオーバーザトップロープにされ敗北となった。試合権利を失った後も2人はルセフを援護したがザ・ロックが登場し成敗された
PPVファスト・レーンに向けては、RR優勝者のレインズに注文を付けた上ダニエル・ブライアンとレッスルマニア31でのレスナーへの挑戦権を争わせるよう仕向けた。ファスト・レーン当日は、ロリンズたちとジグラーたちのタッグ戦の終了後の乱闘時にオートンが電撃復帰しJJ・セキュリティーを攻撃した。一方でトリプルHはスティングとサバイバーシリーズ以来の直接対面となったがまたもスティングに打ちのめされる、そしてスティングは決着戦はWM31でと意識表示した。
レッスルマニアに向けてオートンを説得し組織に引き戻したかに見えたが、オートンはロリンズへのリベンジに狙いを定めていたためほどなく離脱オートンとロリンズの決着戦をWM31で行うこととなる。そしてレッスルマニア31当日、キックオフショーのアンドレ杯争奪バトルロイヤル戦はビッグ・ショーが優勝。ロリンズvsオートン戦はオートンが勝利したが、トリプルHvsスティング戦はトリプルHが勝利、メインイベントのWWE王座戦では、ロリンズがマネー権を行使し試合をトリプルスレット戦に変更させた上でレインズから3カウントを取りWWE王座を奪取、組織として最高の状態でレッスルマニアを終えた
しかし、その後は他のメンバーがロリンズの傲慢に不満を募せたり、レスナーとの抗争によって次々と組織から抜けていき、最後にはロリンズと夫妻のみとなる。10月のヘル・イン・ア・セルで、ケインとの抗争に勝利するも、11月5日のハウス・ショーでロリンズがひざを負傷。王座が空位とされるとともに、彼もまた組織を去り、事実上の解散状態となり、その後ステファニーはWWEから退社したと報じられた。

## メンバー
- トリプルH（リーダー兼COO）
- ステファニー・マクマホン（副リーダー）
- ビンス・マクマホン（WWE会長）

## 元メンバー
- ロマン・レインズ
- ディーン・アンブローズ
- ビリー・ガン
- ロード・ドッグ
- バティスタ
- ランディ・オートン
- ビッグ・ショー
- ケイン
- J&Jセキュリティー （ジェイミー・ノーブル & ジョーイ・マーキュリー）[42]
- セス・ロリンズ
- スコット・アームストロング (レフェリー)

## 入場曲
- King of Kings